# Cerophytum japonicum
Cerophytum japonicum is een keversoort uit de familie spinthoutkevers (Cerophytidae). De wetenschappelijke naam van de soort werd in 1999 gepubliceerd door Sasaji.